# Bameka
Baméka ou Mʉká est un groupement situé dans la Région de l'Ouest du Cameroun. Il dépend de l'Arrondissement de Bamendjou ayant pour chef-lieu Bamendjou dans le Département des Hauts-Plateaux (chef-lieu Baham).Il partage la langue ŋgə̂mbà avec les groupements Bansoa, Bamougoum, Bamendjou, et Bafounda.
Il célèbre son mythique festival culturel et artistique dénommé ŊKÂNDƏ́ MɄ́NKÀ. L'édition de 2023 a eu lieu en avril 2023 à l'esplanade de la chefferie.

## Géographie

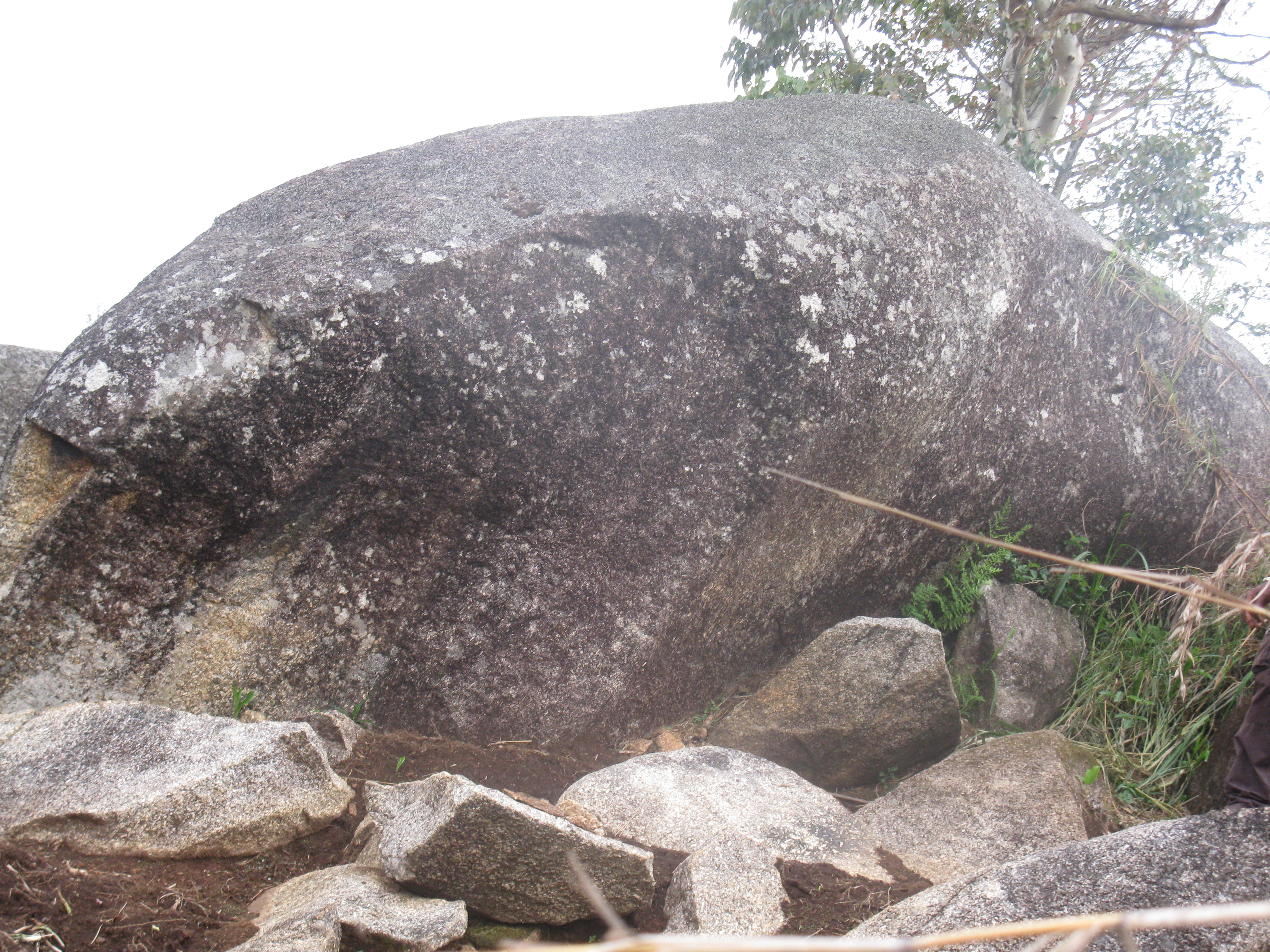
Roche géante de Baméka (à Ŋkét)

La localité est située à 6,7 km au Nord du chef-lieu communal Bamendjou. 
Elle est drainée par la rivière Cwounkiet, affluent de la Mifi-Sud.

## Villages

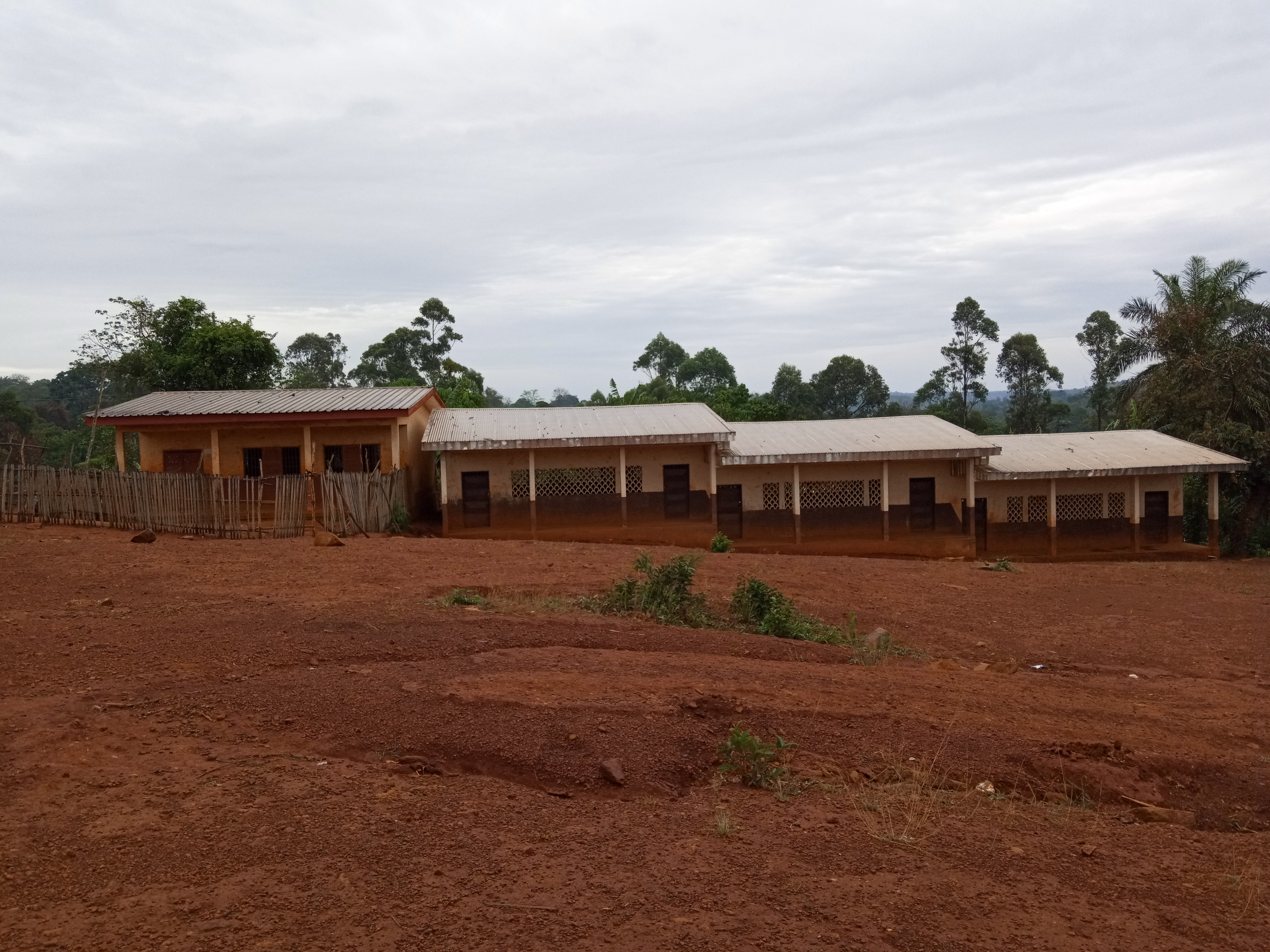
École publique de Bapeng.

Le groupement de Baméka est constitué de sept villages : Bamessing [Mə́sə̀ŋ], Bapeng [pə̄ŋ], Djut [jʉ̀t], Kouogouo [kwɔ̌'gwò], Latsit [lá'tsīt], Medji [mə̀jí], Ngouang [ŋgwâŋ].

## Dynastie des Rois
Depuis sa création, la chefferie Baméka a connu une succession de 20 rois, à savoir :
1. Fô ŊKàh
2. Fô Jwɔ̂ŋvǿ
3. Fô Ŋkàh njò i
4. Fô Nɔ̀ŋgwɔ̀ŋgwɔ̀ŋ
5. Fô Ŋkàh njò II
6. Fô Tsìŋ ténə̀
7. Fô Kemtchewet
8. Fô Nguepongwa
9. Fô Tagatha
10. Fô Tàkûkǎm
11. Fô Pamə́kwɔ̀ŋ
12. Fô Fø̀ŋkǎm
13. Fô Fòtsíŋ
14. Fô Fø̀gâŋ
15. Fô Tàkûkǎm II mbɛ̀ ténə̀ kǔgùm
16. Fô Mbʉ̂kɔ́ Michel
17. Fô Tàmbɔ́ Felix
18. Fô Pɔ̀'kám Mbʉ̂kɔ́ Frédéric
19. Fô Chyìndə́ Samuel
20. Fô Tàkûkǎm Jean-Raymond

## Cultes
La paroisse catholique Saint Philippe de Baméka relève du diocèse de Bafoussam.

## Personnalités liées à Baméka
- Marcelle Kuetche
- Professeur Jean Takougang